# Orgelbauwerkstatt Gebrüder Müller
Die Orgelbauwerkstatt Gebrüder Müller war ein deutsches Orgelbauunternehmen mit Sitz in Reifferscheid in der Eifel.

## Geschichte
Die Orgelbauwerkstatt wurde 1802 in Reifferscheid von den Gebrüdern Müller eröffnet. Im Jahr 1921 wurde sie geschlossen. Als Orgelbauunternehmen in der Tradition der Gebrüder Müller sieht sich Weimbs Orgelbau, die im Jahr 1927 im benachbarten Hellenthal von Josef Weimbs gegründet wurde. Dieser hatte zwischen 1900 und 1905 seine Lehre als Orgelbauer in Reifferscheid absolviert.
Die Orgeln der Gebrüder Müller zeichnen sich durch eine gute Qualität aus und sind noch heute in vielen Kirchen des Rheinlandes, Luxemburgs, der Niederlande und Belgiens zu finden.

## Werkliste (Auswahl)
| Jahr | Ort                | Gebäude                            | Bild | Manuale | Register | Bemerkungen |
| ---- | ------------------ | ---------------------------------- | ---- | ------- | -------- | --- |
| 1830 | Susteren           | Stiftskirche                       |      | I/P     | 13       | Erweiterung der Weidtmann-Orgel von 1680 |
| 1836 | Dremmen            | St. Lambertus                      |      | II/P    | 36       | Orgelneubau, größtes Instrument aus dem Hause Müller. In den 1920er Jahren auf pneumatische Traktur umgestellt und nach dem Zweiten Weltkrieg komplett umgebaut. Heute besitzt das Instrument elektropneumatische Traktur und 24 Register, wovon drei Register noch aus der Zeit von Paul Müller stammen.  |
| 1837 | Eupen              | Kirche zur Unbefleckten Empfängnis |      | II/P    | 21       | Umbau einer Orgel aus dem 18. Jahrhundert von 10 auf 21 Register und Erweiterung von ein auf zwei Manuale. 1880 Einbau eines freien Pedals. |
| 1842 | Merkstein          | St. Willibrord                     |      | II/P    | 19       | Orgelneubau, 9 Register stammen noch von Müller. 1957 Erweiterung um 7 Register durch die Orgelbauanstalt Georg Stahlhut, Aachen und 1975 Erweiterung um 3 Register durch Hans Lorenz, Merkstein. |
| 1843 | Müntz              | St. Peter                          |      | II/P    | 24       | 1887 Überarbeitung durch Michael Dautzenberg, Linnich und Umsetzung in die neue Pfarrkirche. 2004 Restaurierung durch Georges Heintz, Fa. Orgelbau Heintz, Schiltach. Von Weimbs aus Hellenthal restauriert.                                                                                               |
| 1844 | Eys                | St. Agatha                         |      | II/P    | 10       | Orgelneubau, 1961 Restaurierung durch Flentrop Orgelbouw |
| 1844 | Schaesberg         | St. Petrus und Paulus              |      | I/P     | 9        | Orgelneubau, 1965 Renovierung durch Verschueren Orgelbouw |
| 1844 | Spiel              | St. Gereon                         |      | II/P    | 10       | Renovierung und Überarbeitung einer älteren Orgel aus Anfang des 19. Jahrhunderts. 1985 Restaurierung durch Orgelbauanstalt Georg Stahlhut, Aachen. |
| 1846 | Drove              | St. Martin                         |      | II/P    | 16       | Erhalten |
| 1846 | Lendersdorf        | St. Michael                        |      | II/P    | 18       | Orgelneubau in Gehäuse von 1750 für die Pfarrkirche St. Dionysius in Frelenberg. Vor 1981 Umsetzung in das Gregoriushaus nach Aachen durch Fa. Josef Wilbrand. Seit 2007 befindet sich die Orgel in der Pfarrkirche von Lendersdorf. Prospekt, Metallpfeifen und Manualwindladen von Müller sind erhalten. |
| 1847 | Hellenthal         | Evangelische Kirche                |      | II/P    | 13       | Orgelneubau. 1964 Restaurierung durch Weimbs. |
| 1848 | Kerkrade           | St. Lambertus                      |      | II/P    | 30       | Orgelneubau, 1968 Restaurierung durch Vermeulen Orgelbouw |
| 1850 | Glehn              | St. Andreas                        |      | II/P?   | 10       | Orgelneubau, mechanische Traktur. 1870 Umsetzung nach Glehn, vorheriger Standort unbekannt. |
| 1850 | Holzheim           | St. Lambertus                      |      | II/P    | 25       | Orgelneubau, mechanische Traktur. |
| 1859 | Walhorn            | St. Stephanus                      |      | II/P    | 25       | Neubau 1859, Umbau 1914, Restaurierung 2002 Thomas Manufacture d’Orgues |
| 1860 | Reifferscheid      | St. Matthias                       |      | II/P?   | 21?      | Orgelneubau. 1944/1945 durch Kriegseinwirkungen stark beschädigt. 1957 Neubau durch Weimbs mit Benutzung der erhaltenen Register. |
| 1861 | Lessenich          | St. Stephanus                      |      | I/P     | 13       | Orgelneubau. 1931 Restaurierung und Erweiterung auf 2 Manuale durch Fa. Weimbs Orgelbau, Hellenthal. |
| 1862 | Burg-Reuland       | St. Stephanus                      |      | II/P    | 16       | Renovierung 1975 durch Aloïs Thunus |
| 1870 | Blankenheimerdorf  | St. Peter und Paul                 |      | II/P    | 13       | Orgelneubau mit 6 Registern, mechanische Traktur. 1913 Erweiterung auf 13 Register durch Erbauerfirma. |
| 1874 | Eupen              | St. Josef                          |      | II/P    | 30       | 1929 bei Georg Stahlhuth in Burtscheid grundlegend erneuert. Größte unter Denkmalschutz stehende Orgel in der Deutschsprachigen Gemeinschaft |
| 1876 | Bleibuir           | St. Agnes                          |      | II/P    | 18       | Orgelneubau, mechanische Traktur. |
| 1883 | Eupen              | Bergkapelle                        |      | I/P     | 8        | Orgelum- und ausbau |
| 1885 | Untermaubach       | St. Brigida                        |      | II/P    | 14       | Restaurierung der Orgel eines unbekannten Meisters von 1760. 1985 Restaurierung und Erweiterung auf 18 Register durch Fa. Josef Wilbrand, Übach-Palenberg. |
| 1888 | Lürrip             | St. Mariä Empfängnis               |      | ?       | ?        | Orgelneubau. 1912 durch Neubau von Fa. Klais Orgelbau, Bonn ersetzt. Nur der Prospekt ist erhalten. |
| 1891 | Bissen (Luxemburg) | Saint-Étienne                      |      | II/P    | 22       | Im Originalzustand erhalten |
| 1891 | Uedelhoven         | St. Mariä Himmelfahrt              |      | I/P     | 8        | Orgelneubau, mechanische Traktur. 1960 Restaurierung durch Fa. Elsen, Wittlich |
| 1893 | Immerath           | St. Lambertus                      |      | II/P    | 17       | Orgelneubau. 1970 Renovierung und Ergänzung durch Orgelbauanstalt Karl Bach, Aachen. 2013 wurde das Instrument ausgebaut, da die Kirche profaniert und 2018 abgerissen wird. Über den Verbleib ist nichts bekannt.                                                                                         |
| 1895 | Dreiborn           | St. Georg                          |      | II/P    | 17       | Orgelneubau, mechanisch-pneumatische Traktur. |
| 1912 | Niederau           | St. Cyriakus                       |      | II/P    | ?        | Orgelneubau, mechanisch-pneumatische Traktur. 1963 abgerissen und durch Orgelneubau von Weimbs ersetzt. |